# Charley Stoffel
Karl "Charley" Stoffel, född 5 april 1893 i Sankt Gallen, död 30 juli 1970 i Berg i kantonen Sankt Gallen, var en schweizisk bobåkare och ryttare. Han deltog vid olympiska vinterspelen 1924 i Chamonix i det andra schweiziska laget i fyrmansbob, som bröt tävlingen efter första åket. Under olympiska vinterspelen 1928 i Sankt Moritz kom han på åttonde plats i fyrmansbob. Han deltog också under olympiska sommarspelen 1924 i Paris och olympiska sommarspelen 1928 i Amsterdam i ridsport.